# Вали (Нідзицький повіт)
Вали (пол. Wały, нім. Wallendorf) — село в Польщі, у гміні Нідзиця Нідзицького повіту Вармінсько-Мазурського воєводства.
Населення — 151 особа (2011).
У 1975-1998 роках село належало до Ольштинського воєводства.

## Демографія
Демографічна структура станом на 31 березня 2011 року:
|          | Загалом | Допрацездатний вік | Працездатний вік | Постпрацездатний вік |
| -------- | ------- | ------------------ | ---------------- | -------------------- |
| Чоловіки | 76      | 17                 | 48               | 11                   |
| Жінки    | 75      | 14                 | 45               | 16                   |
| Разом    | 151     | 31                 | 93               | 27                   |